# The Operative: No One Lives Forever
The Operative: No One Lives Forever, meglio noto come No One Lives Forever, è un videogioco prodotto da Monolith Productions e pubblicato nel 2000, e ha una protagonista femminile, la super spia Cate Archer. Il videogioco è ambientato negli anni sessanta, e include un consistente numero di scene umoristiche: è stato descritto come un mix tra Austin Powers e James Bond, con il personaggio principale che ricorda Emma Peel della serie televisiva Agente speciale.
La serie comprende, oltre a questo, No One Lives Forever 2: A Spy in H.A.R.M.'s Way, e un'espansione (Contract J.A.C.K.) che copre la storia tra i due.
No One Lives Forever è stato in seguito riproposto in versione Game of the Year (GOTY), con una missione per singolo giocatore in più.

## Trama
Dopo la morte di sette agenti, avvenuta in modo misterioso, l'agenzia anti-terroristica UNITY è costretta a convocare Cate Archer, prima agente donna e al momento l'unica spia operativa disponibile, e il suo amico e mentore Bruno Lawrie per informarli dell'accaduto e consegnar loro un'importante missione: difendere l'ambasciatore americano della Germania Ovest, Morris Munroe, da un attentato perpetrato da una nuova organizzazione terroristica, la H.A.R.M. (gioco di parole in quanto in lingua inglese, harm significa "far male", "danneggiare") della quale farebbe parte anche Dimitrij Volkov, un russo, sadico e violento, probabilmente responsabile della morte dei sette agenti UNITY.
Salvato (almeno in un primo momento) Munroe, Cate raggiunge Bruno nel loro albergo, ma l'uomo verrà freddato da Volkov (che era nel Paese assieme a diversi suoi uomini); la ragazza, che non può più aiutarlo, fugge e fa rientro nel Regno Unito, dove verrà a sapere dai suoi superiori, Jones e Smith, che ha fallito la missione, perché l'ambasciatore è stato ucciso successivamente; Smith insinua pure l'idea che Bruno possa averli traditi, ed essere stato ucciso perché "aveva chiesto troppo".
Poiché è l'unica agente disponibile, Cate deve raggiungere Berlino Est e liberare il dottor Otto Shencker, uno scienziato costretto a lavorare per H.A.R.M. che rivelerebbe i piani dell'organizzazione pur di ottenere la libertà; una volta raggiuntolo e fuggita dal Paese, a bordo di un aereo Cate lo interroga riguardo al progetto cui lavorava: reagenti chimici da iniettare sugli esseri umani e farli esplodere dopo un determinato tempo, come fossero bombe ad orologeria umane. Nel frattempo, un aereo H.A.R.M. si avvicina al loro e alcuni agenti riescono a penetrare all'interno: il dottore viene rapito, mentre Cate viene stordita da Magnus Armstrong (un altro fra i "pezzi grossi" della H.A.R.M., che la risparmia solo perché sono connazionali), ma riesce ad uscire dall'aereo e salvarsi grazie ad un paracadute. Jones e Smith decidono di affidarle un partner, Thomas "Tom" Goodman, della sezione UNITY americana. I due si incontrano in una discoteca ad Amburgo, di proprietà di Inge Wagner, una parente alla lontana del grande compositore, dove subiranno un attacco; scampati, si daranno appuntamento al porto di Brema. Lì, Cate si infiltra su un cargo per fotografare dei contenitori pieni di reagenti chimici, trovare le carte di imbarco e il diario del capitano, ma verrà aggredita nuovamente da Armstrong, che si trovava a bordo assieme a Inge Wagner, che la rinchiude in una stiva. Frattempo, degli esplosivi piazzati in precedenza da Tom provocheranno l'affondamento della nave; Cate piazza una cimice nella sala radio per poter rintracciarla successivamente e recuperare ciò che le serve. Tuttavia, solo i reagenti chimici si rivelano utili: erano diretti alla Dumas Industrial Enterprises, una delle più importanti imprese inglesi di proprietà del barone Archibald Dumas; forse sono collegati alla nuova organizzazione, che ha provocato la distruzione del Club Metropole a Montecarlo e la morte di 47 persone. Dopo un veloce sopralluogo negli uffici, nelle miniere dell'azienda e una finta intervista fatta al barone stesso, Cate raggiunge la sede principale e si introduce nella sua cassaforte, in cerca di materiale compromettente: all'esterno, però, Volkov l'aspetta e punta con una pistola Tom. La ragazza, ancora una volta, perderà un partner e amico.
Nonostante la perdita, qualcosa si può ancora fare: pare che Shencker sia nascosto in una base sotterranea nello Stato di Washington, che appartiene ad una società ferroviaria locale. La ragazza riesce a salvare il dottore e a portarlo a Londra, ove spiega che H.A.R.M. (la quale ha ucciso più di 1300 persone provocando un'altra esplosione a Shilling, dove è cresciuta la moglie del Barone, Felicity probabilmente colei che ha relazioni con l'organizzazione) ha creato un antidoto che viene prodotto in una stazione spaziale e poi rispedito sulla Terra; le navicelle che raggiungono la stazione spaziale partono dai Tropici, in una piccola isola caraibica. Quando Cate raggiunge il luogo, non trova campioni di antidoto, tuttavia, origliando la conversazione di due uomini, viene a conoscenza di un imminente lancio spaziale, e, comunicato via radio a Jones e ottenuto il permesso di partire, si intrufola nel razzo. Arrivata nella stazione spaziale viene scoperta, ma l'intervento provvidenziale di una pioggia di meteore interrompe ogni via di comunicazione fra il laboratorio in cui si trova l'antidoto e la zona riservata agli agenti e gli ospiti, permettendole di prendere ciò che le serve e salvarsi dall'esplosione della stazione spaziale grazie a una navicella di salvataggio. Ottenuto finalmente l'antidoto, è necessario sapere chi è stato infettato dal reagente chimico: probabilmente la Baronessa, la mandante di tutto ciò, secondo Cate, ha con sé la lista dei nomi, pertanto, la ragazza decide di raggiungerla sulle Alpi tedesche, dove lei e suo marito sono in vacanza e una delle spie UNITY la sta controllando. L'agente Archer, ricevute le informazioni per raggiungere il castello della donna, lo raggiunge, ma ancora una volta, Armstrong la colpisce e la rinchiude in un'antica cella, dove ha un confronto con la Baronessa in persona, che le rivela tutto e, fra le cose, anche che la ragazza è stata infettata al club di Inge Wagner e ora ha solo 45 minuti di vita. Per sopravvivere, deve riuscire a fuggire: si offre quindi di combattere con Armstrong, suo guardiano, per ottenere la libertà. Archer avrà la meglio e l'uomo le dice che la lista dei nomi si trova da qualche parte nell'ufficio della baronessa, poi sparisce. Tornata armata e trovato l'antidoto per guarire sé stessa, riesce ad entrare nell'ufficio e scopre che, sulla lista, c'è anche il nome del barone, che salterà in aria a breve. Poiché la baronessa è già fuggita, anche a Cate non resta che fuggire. La UNITY spedisce alcuni agenti per recuperarla, senza successo: l'unico modo per lasciare il castello è grazie a una funivia, che Cate prende appena in tempo. L'esplosione, tuttavia, blocca il mezzo, e la ragazza è costretta a scendere; a terra incontra Volkov. Una scossa fa cedere la lastra di ghiaccio ricoperta di neve su cui si trovano e precipitano in una caverna ghiacciata sottostante, dove ha luogo una sparatoria, nella quale Cate riesce a sconfiggere Volkov facendolo precipitare. 
Ritornata in paese, Cate contatta Jones e Smith per informarli che ha la lista; la baronessa appare improvvisamente e l'agente scopre che la donna è rimasta vittima del suo stesso reagente chimico e le rimangono solo due minuti di vita, pertanto deve avvertire tutti coloro che si trovano nelle vicinanze di trovare un riparo, giusto in tempo: Felicity Dumas esplode.
La missione è conclusa e il mondo è stato salvato e la UNITY può festeggiare: Jones e Smith si congratulano con la ragazza per il lavoro svolto e le dicono di riposarsi, ora. Prima di rincasare, Cate si ferma al cimitero per trovare Bruno, e lì trova Tom, vivo e vegeto, amareggiato e arrabbiato perché non potrà avere un soldo da parte della H.A.R.M., avendo Cate ucciso il suo beneficiario. I due iniziano a spararsi, e Tom muore per mano di Smith, che appare dal nulla e cerca di uccidere anche la ragazza, che viene a sua volta salvata da Jones: è Smith il traditore, come sospettava da tempo. Le sorprese non son finite: anche Bruno è vivo, e colui che aveva conosciuto come Tom Goodman non era il vero agente UNITY, bensì un impostore. Bruno e Jones sospettavano da tempo di Smith, arrabbiato e ancora rancoroso nei confronti dell'amministrazione perché sette anni prima è stato promosso amministratore perché "troppo vecchio per lavorare sul campo" e si era coalizzato con la nascente H.A.R.M. per ridicolizzare Jones, che non avrebbe potuto far nulla per fermare l'avanzata terroristica; aveva ucciso il vero Tom Goodman ad Amsterdam e rimpiazzato con un venditore di aspirapolveri in Ohio, che si era sottoposto a un intervento e un duro addestramento per somigliare al vero Tom, in modo che potesse sabotare e intralciare Cate sul campo. Jones e Bruno hanno ritenuto che Bruno stesso avrebbe dovuto falsificare la sua morte e spiarli nell'ombra, per avere la conferma del tradimento di Smith. il gioco si conclude con Cate arrabbiata con Bruno perché non la riteneva adatta a mantenere il segreto della sua finta morte. Dopo i riconoscimenti, possiamo vedere Volkov, sopravvissuto alla caduta, parlare con il vero direttore della H.A.R.M., che nel gioco appariva come un ubriaco.
Un livello aggiuntivo, disponibile nella versione Game of the Year, si ambienta in un'isola del Sud Pacifico dove, apparentemente, Cate è stata mandata in vacanza, ma, per puro caso, scoprirà che sull'isola esiste ancora una base H.A.R.M. che dovrà distruggere.

## Modalità di gioco
Il gioco è uno sparatutto in prima persona caratterizzato da una forte componente stealth. Alcune delle missioni possono essere risolte in diversi modi: usando tattiche furtive oppure con metodi più classici di combattimento. L'arma base di Cate è una Shepherd Arms P38 9mm, pistola basata sulla Walther P38, ed è possibile ottenere molte altre armi da fuoco. Una delle caratteristiche più evidenti è la presenza di una lista di gadget, tra cui polveri per rimuovere i cadaveri, grimaldelli, e un barboncino elettronico per distrarre i cani da guardia. Ogni missione prevede la raccolta di "elementi di intelligence", come note testuali che danno risvolti umoristici ai personaggi. I punti raccolti con gli elementi possono dare alcune caratteristiche aggiuntive al termine delle missioni.
Il gioco si suddivide in 24 capitoli, a loro volta divisi in scene. Nella versione PS2 è presente un livello aggiuntivo, diviso in tre scene, chiamato "Nine Years Ago" (Nove anni fa), che si colloca in tre parti differenti del gioco; un altro livello aggiuntivo, "Rest and Relaxation" (Riposo e Relax) è stato aggiunto nella versione Game Of The Year.

## Personaggi
- Cate Archer: Catherine Ann Archer (1942) è la protagonista e prima agente donna dell'organizzazione antiterroristica UNITY. Ebbe un'infanzia difficile, dovuta prima alla morte della madre e poi al suicidio del padre; a tredici anni venne portata in un orfanotrofio, dal quale fuggì, e divenne una ladra professionista. Un giorno si intrufolò nell'appartamento di Bruno Lawrie e rubò il suo orologio, in realtà un dispositivo di ricerca, che gli permise di rintracciarla e, viste le sue capacità, di accoglierla nella UNITY.
- Bruno Lawrie: Bruno Lawrie è un agente sul campo e mentore di Cate. Gentile e premuroso, fu lui che convinse Cate ad entrare nell'organizzazione, dopo aver visto le sue grandi capacità. Nel '21 colpì Dimitrj Volkov a un occhio, motivo di tanto rancore nei suoi confronti da parte del russo, che tenterà di ucciderlo in Marocco; Bruno prenderà la palla al balzo e fingerà di essere stato colpito a morte. Dopo il suo "funerale", è libero di spiare Smith e capire chi sia veramente il traditore.
- Baronessa Felicity Dumas-Farnsworth: è una dei nemici del gioco. Moglie del Barone Dumas, ha avuto una difficile infanzia, dovuto a uno scandalo che coinvolse suo padre e lo portò al suicidio. Lei e sua madre si ritrovarono indebitate e tutti coloro che un tempo erano loro amici si rifiutarono di aiutarle; la madre morì e la ragazza andò a vivere con una vecchia zia, che morì in circostanze misteriose, dopodiché sparì nel nulla. Tornata ricca, decide di creare un materiale chimico esplosivo da iniettare a tutte le persone che l'hanno offesa, rifiutata e presa in giro, ma alla fine, rimarrà vittima del suo stesso prodotto. Controlla la H.A.R.M.
- Dimitrj Volkov: Dimitrj Volkov è un altro nemico del gioco. Russo, perse un occhio nel 1921, per questo indossa una benda. La sua "firma" è un giglio rosso, che viene lasciato vicino ai corpi delle sue vittime. Viene sconfitto da Cate in una "guerra tra i ghiacci", ma, tornerà in seguito, senza aver riportato alcun danno (in seguito, un suo vecchio scagnozzo manometterà i suoi sci, rompendogli tutte le ossa).
- Magnus Armstrong: Magnus Armstrong è uno degli stretti collaboratori di H.A.R.M. Scozzese, burbero e rude, il suo compito è di seguire e bloccare Cate, uccidendola, ma ogni volta che ne ha l'occasione decide di non farlo, perché anche lei scozzese.
- Thomas "Tom" Goodman/Melvin Blitzney: Tom Goodman era un agente della sezione UNITY americana; alto, muscoloso e di bell'aspetto, venne ucciso da Smith ad Amsterdam nel corso di una missione, per poterlo rimpiazzare con un venditore di aspirapolveri dell'Ohio, tale Melvin Blitzney, che si era sottoposto a un duro addestramento, corsi di pronuncia e operazioni plastiche per somigliare al vero Tom. Per conto di Smith, Goodman-Blitzney ha cercato di uccidere Cate quando poteva averne l'occasione.
- Jones: Uno dei due amministratori dell'agenzia, ex-agente sul campo e amico di Bruno.
- Smith: Il secondo amministratore dell'agenzia, ex-agente sul campo e il traditore.
- Dottor Otto Schenker: scienziato tedesco tenuto prigioniero da H.A.R.M. a Berlino Est, costretto a lavorare sul loro reagente chimico. La moglie rimase uccisa durante gli esperimenti e ciò che ne resta è una sua foto in una cornice, che il Dottore porta sempre con sé.
- Barone Archibald Dumas: il marito della baronessa Dumas, nobile imprenditore proprietario delle Dumas Industrial Enterprises, grande appassionato di caccia ma un po' idiota.
- Inge Wagner: Parente del celebre compositore, proprietaria e cantante (sebbene molto stonata) del Das Einseme Valkyrie ad Amburgo. Viene uccisa da Cate nelle nuovi Torri Dumas, mentre stava "cantando" per l'opera della Cavalcata delle Valchirie.
- Santa: L'addetto ai gadget e i dispositivi della UNITY.
- Morris Munroe: ambasciatore americano in Germania Ovest, un po' sordo e miope, che Cate e Bruno dovevano proteggere durante la sua permanenza a Marrakech.
- Il Direttore: il vero direttore della H.A.R.M., la cui identità viene rivelata solamente alla fine del gioco, dopo i crediti. È però apparso diverse volte in vari livelli, quasi sempre vicino al bancone di un bar intento a sorseggiare qualche bicchiere, tanto che spesso, dall'ubriachezza, cade in terra.
- L'Elite Guard: tre ragazze che fanno da guardia del corpo alla Baronessa, apparse in qualche filmato. Vengono tutte e tre uccise verso la fine del gioco da Cate.

## Accoglienza
Il gioco ha vinto diversi premi, come Game of the Year da Computer Games Magazine, Computer Gaming World, PC Gamer, e Gamespy. Nel 2002 è stato convertito per PlayStation 2, ma non ha avuto lo stesso successo della versione originale, in quanto aveva una grafica ormai datata e un sistema di controllo più confuso.